# 1459 Magnya
1459 Magnya è un asteroide della fascia principale del diametro medio di circa 29,9 km. Scoperto nel 1937, presenta un'orbita caratterizzata da un semiasse maggiore pari a 3,1489509 au e da un'eccentricità di 0,2291856, inclinata di 16,89699° rispetto all'eclittica.
L'asteroide prende il nome dalla traslitterazione in russo della parola latina magna.